# الملوهه
الملوهه (به آلمانی: Elmlohe) یک منطقهٔ مسکونی در آلمان است که در Geestland واقع شده‌است. الملوهه ۸۱۳ نفر جمعیت دارد.